# Buscemi
 For alternative betydninger, se Buscemi (flertydig). (Se også artikler, som begynder med Buscemi)
Buscemi er en italiensk by (og kommune) i regionen Sicilien i Italien, med omkring 950(2023) indbyggere.  